# Rothesay International 2023
Il Rothesay International 2023 è stato un torneo di tennis giocato sull'erba. È stata la 12ª edizione facente parte della categoria ATP Tour 250 nell'ambito dell'ATP Tour 2023 e la 48ª edizione della categoria WTA 500 nell'ambito del WTA Tour 2023. Sia il torneo maschile sia quello femminile si sono giocati al Devonshire Park Lawn Tennis Club di Eastbourne, nel Regno Unito, dal 26 giugno al 1 luglio 2023.

## Partecipanti ATP singolare

### Teste di serie
| Nazionalità | Giocatore               | Ranking* | Testa di serie |
| ----------- | ----------------------- | -------- | -------------- |
| Stati Uniti | Taylor Fritz            | 8        | 1              |
| Stati Uniti | Tommy Paul              | 15       | 2              |
| Australia   | Alex de Minaur          | 18       | 3              |
| Argentina   | Francisco Cerúndolo     | 19       | 4              |
| Cile        | Nicolás Jarry           | 28       | 5              |
| Argentina   | Tomás Martín Etcheverry | 30       | 6              |
| Italia      | Lorenzo Sonego          | 39       | 7              |
| Serbia      | Miomir Kecmanović       | 40       | 8              |
| Paesi Bassi | Botic van de Zandschulp | 41       | 9              |

* Ranking al 19 giugno 2023.

### Altri partecipanti
I seguenti giocatori hanno ricevuto una wild card per il tabellone principale:
- Liam Broady
- George Loffhagen
- Ryan Peniston

I seguenti giocatori sono entrati nel tabellone principale passando dalle qualificazioni:

- Luca Van Assche
- Marc-Andrea Hüsler
- Daniel Elahi Galán
- Aleksandar Vukic

Il seguente giocatore è entrato in tabellone come lucky loser:
- Jan Choinski

### Ritiri
Prima del torneo
- Alex de Minaur → sostituito da  Jan Choinski
- Grigor Dimitrov → sostituito da  Nuno Borges
- Jack Draper → sostituito da  Grégoire Barrère
- Yoshihito Nishioka → sostituito da  Mackenzie McDonald

## Partecipanti singolare WTA

### Teste di serie
| Nazionalità | Giocatrice          | Ranking* | Testa di serie |
| ----------- | ------------------- | -------- | -------------- |
| Kazakistan  | Elena Rybakina      | 3        | 1              |
| Francia     | Caroline Garcia     | 4        | 2              |
| Stati Uniti | Jessica Pegula      | 5        | 3              |
| Tunisia     | Ons Jabeur          | 6        | 4              |
| Stati Uniti | Coco Gauff          | 7        | 5              |
| Grecia      | Maria Sakkarī       | 8        | 6              |
| Rep. Ceca   | Petra Kvitová       | 9        | 7              |
| Brasile     | Beatriz Haddad Maia | 10       | 8              |
|             | Dar'ja Kasatkina    | 11       | 9              |
| Rep. Ceca   | Barbora Krejčíková  | 12       | 10             |

* Ranking al 19 giugno 2023.

### Altre partecipanti
Le seguenti giocatrici hanno ricevuto una wild card per il tabellone principale:
- Katie Boulter
- Harriet Dart
- Caroline Garcia

La seguente giocatrice è entrata in tabellone con il ranking protetto:
- Markéta Vondroušová

Le seguenti giocatrici sono entrate nel tabellone principale passando dalle qualificazioni:

- Ana Bogdan
- Madison Brengle
- Lauren Davis
- Camila Osorio
- Jasmine Paolini
- Wang Xiyu

Le seguenti giocatrici sono entrate in tabellone come lucky loser:
- Jodie Burrage
- Linda Fruhvirtová
- Rebecca Marino
- Petra Martić
- Tereza Martincová
- Barbora Strýcová
- Heather Watson

### Ritiri
Prima del torneo
- Paula Badosa → sostituita da  Marie Bouzková
- Linda Fruhvirtová → sostituita da  Tereza Martincová
- Barbora Krejčíková → sostituita da  Rebecca Marino
- Petra Kvitová → sostituita da  Barbora Strýcová
- Magda Linette → sostituita da  Shelby Rogers
- Anastasija Potapova → sostituita da  Heather Watson
- Elena Rybakina → sostituita da  Petra Martić
- Maria Sakkarī → sostituita da  Linda Fruhvirtová
- Markéta Vondroušová → sostituita da  Jodie Burrage

## Partecipanti ATP doppio

### Teste di serie
| Nazionalità | Giocatore     | Nazionalità | Giocatore       | Ranking* | Teste di serie |
| ----------- | ------------- | ----------- | --------------- | -------- | -------------- |
| Croazia     | Ivan Dodig    | Stati Uniti | Austin Krajicek | 8        | 1              |
| Stati Uniti | Rajeev Ram    | Regno Unito | Joe Salisbury   | 10       | 2              |
| Monaco      | Hugo Nys      | Polonia     | Jan Zieliński   | 19       | 3              |
| Croazia     | Nikola Mektić | Croazia     | Mate Pavić      | 34       | 4              |

* Ranking al 19 giugno 2023.

### Altri partecipanti
Le seguenti coppie di giocatori hanno ricevuto una wild card per il tabellone principale:
- Liam Broady /  Jonny O'Mara
- Julian Cash /  Luke Johnson

### Ritiri
Prima del torneo
- Marcelo Arévalo /  Jean-Julien Rojer → sostituiti da  Robert Galloway /  Miguel Ángel Reyes Varela
- Rohan Bopanna /  Matthew Ebden → sostituiti da  Matthew Ebden /  John-Patrick Smith
- Wesley Koolhof /  Neal Skupski → sostituiti da  André Göransson /  Ben McLachlan

## Partecipanti doppio WTA

### Teste di serie
| Nazione     | Giocatrice               | Nazione     | Giocatrice       | Ranking* | Testa di serie |
| ----------- | ------------------------ | ----------- | ---------------- | -------- | -------------- |
| Stati Uniti | Coco Gauff               | Stati Uniti | Jessica Pegula   | 7        | 1              |
| Stati Uniti | Nicole Melichar-Martinez | Australia   | Ellen Perez      | 17       | 2              |
| Stati Uniti | Desirae Krawczyk         | Paesi Bassi | Demi Schuurs     | 24       | 3              |
| Ucraina     | Ljudmyla Kičenok         | Lettonia    | Jeļena Ostapenko | 31       | 4              |

- Ranking al 19 giugno 2023.

### Altre partecipanti
La seguente coppia di giocatrici ha ricevuto una wild card per il tabellone principale:
- Harriet Dart /  Heather Watson

Le seguenti coppie di giocatrici sono entrate in tabellone con il ranking protetto:
- Tereza Martincová /  Barbora Strýcová
- Gabriela Dabrowski /  Daria Saville

## Punti
| Evento              | V   | F   | SF  | QF  | 2T | 1T   | Q    | Q2   | Q1   |
| Singolare maschile  | 250 | 150 | 90  | 45  | 20 | 0    | 12   | 6    | 0    |
| Doppio maschile     | 250 | 150 | 90  | 45  | 0  | N.D. | N.D. | N.D. | N.D. |
| Singolare femminile | 470 | 305 | 185 | 100 | 55 | 1    | 25   | 13   | 1    |
| Doppio femminile    | 470 | 305 | 185 | 100 | 1  | N.D. | N.D. | N.D. | N.D. |

## Montepremi
| Evento              | V        | F       | SF      | QF      | 2T      | 1T     | Q2     | Q1     |
| Singolare maschile  | €110,070 | €64,205 | €37,750 | €21,870 | €12,700 | €7,760 | €3,880 | €2,120 |
| Doppio maschile*    | €38,250  | €20,460 | €12,000 | €6,700  | €3,950  | N.D.   | N.D.   | N.D.   |
| Singolare femminile |          |         |         |         |         |        |        |        |
| Doppio femminile*   |          |         |         |         |         | N.D.   | N.D.   | N.D.   |

*per team

## Campioni

### Singolare maschile
Francisco Cerúndolo ha sconfitto in finale  Tommy Paul con il punteggio di 6-4, 1-6, 6-4.
• È il secondo titolo in carriera per Cerúndolo, il primo in stagione.

### Singolare femminile
Madison Keys ha sconfitto in finale  Dar'ja Kasatkina con il punteggio di 6-2, 7-6(13).
• È il settimo titolo in carriera per Keys, il primo in stagione.

### Doppio maschile
Nikola Mektić /  Mate Pavić hanno sconfitto in finale  Ivan Dodig /  Austin Krajicek con il punteggio di 6-4, 6-2.

### Doppio femminile
Desirae Krawczyk /  Demi Schuurs hanno sconfitto in finale  Nicole Melichar-Martinez /  Ellen Perez con il punteggio di 6-2, 6-4.